# NGC 1986
NGC 1986 is een open sterrenhoop in de Grote Magelhaense Wolk in het sterrenbeeld Tafelberg. Het hemelobject werd op 27 september 1826 ontdekt door de Schotse astronoom James Dunlop.

## Synoniemen
- ESO 56-SC134